# Hanna Soła
Hanna Leanidauna Soła (biał. Ганна Леанідаўна Сола, ur. 16 lutego 1996 w Szumilinie) – białoruska biathlonistka, brązowa medalistka mistrzostw świata oraz mistrzyni świata juniorek.

## Kariera
Pierwszy raz na arenie międzynarodowej pojawiła się w 2013 roku, startując na olimpijskim festiwalu młodzieży Europy w Cheile Gradistei. Zajęła tam 10. miejsce w biegu indywidualnym, 18. w sprincie i 7. w sztafecie mieszanej. Na rozgrywanych dwa lata później mistrzostwach świata juniorów w Mińsku wywalczyła złoty medal w sztafecie. Na tej samej imprezie była też między innymi piąta w sprincie.
W Pucharze Świata zadebiutowała 5 grudnia 2015 roku w Östersund, zajmując 37. miejsce w sprincie. Tym samym już w debiucie zdobyła pierwsze punkty. 16 stycznia 2021 roku w Oberhofie razem z Iryną Kryuko, Dzinarą Alimbiekawą i Jeleną Kruczinkiną zajęła drugie miejsce w sztafecie. Pierwsze indywidualne podium wywalczyła 13 lutego 2021 roku w Pokljuce, kończąc rywalizację w sprincie na trzeciej pozycji. W klasyfikacji generalnej sezonu 2020/2021 zajęła ostatecznie 23. miejsce.
Podczas mistrzostw świata w Pokljuce w 2021 roku zdobyła brązowy medal w sprincie, plasując się za Tiril Eckhoff z Norwegii i Francuzką Anaïs Chevalier-Bouchet. Na tej samej imprezie była też czwarta w sztafecie kobiet. Ponadto na mistrzostwach Europy w Mińsku w 2019 roku razem z Ramanem Jalotnauem, Siergiejem Boczarnikowem i Dzinarą Alimbiekawą zdobyła brązowy medal w sztafecie mieszanej.

## Osiągnięcia

### Igrzyska olimpijskie
| Rok  | Miejscowość | Konkurencje | Konkurencje | Konkurencje | Konkurencje | Konkurencje | Konkurencje | Konkurencje |
| Rok  | Miejscowość | IN          | SP          | PU          | MS          | RL          | MR          | SR          |
| ---- | ----------- | ----------- | ----------- | ----------- | ----------- | ----------- | ----------- | ----------- |
| 2022 | Pekin       | 54.         | 26.         | 4.          | 10.         | 13.         | 6.          | nd.         |

### Mistrzostwa świata
| Rok  | Miejscowość | Konkurencje | Konkurencje | Konkurencje | Konkurencje | Konkurencje | Konkurencje | Konkurencje |
| Rok  | Miejscowość | IN          | SP          | PU          | MS          | RL          | MR          | SR          |
| ---- | ----------- | ----------- | ----------- | ----------- | ----------- | ----------- | ----------- | ----------- |
| 2016 | Oslo        | –           | 77.         | –           | –           | –           | –           | nd.         |
| 2019 | Östersund   | –           | –           | –           | –           | –           | 13.         | 16.         |
| 2020 | Anterselva  | 50.         | 84.         | –           | –           | 13.         | –           | 15.         |
| 2021 | Pokljuka    | 70.         | 3.          | 26.         | 30.         | 4.          | –           | –           |

### Mistrzostwa Europy
| Rok  | Miejscowość | Konkurencje | Konkurencje | Konkurencje | Konkurencje | Konkurencje | Konkurencje | Konkurencje |
| Rok  | Miejscowość | IN          | SP          | PU          | MS          | RL          | MR          | SR          |
| ---- | ----------- | ----------- | ----------- | ----------- | ----------- | ----------- | ----------- | ----------- |
| 2019 | Mińsk       | –           | DNS         | –           | nd.         | nd.         | 3.          | –           |
| 2020 | Mińsk       | nd.         | 26.         | DNS         | nd.         | nd.         | –           | 13.         |

### Mistrzostwa świata juniorów
| Rok  | Miejscowość      | Konkurencje | Konkurencje | Konkurencje | Konkurencje | Konkurencje | Konkurencje | Konkurencje |
| Rok  | Miejscowość      | IN          | SP          | PU          | MS          | RL          | MR          | SR          |
| ---- | ---------------- | ----------- | ----------- | ----------- | ----------- | ----------- | ----------- | ----------- |
| 2015 | Mińsk            | 29.         | 5.          | 13.         | nd.         | 1.          | nd.         | nd.         |
| 2016 | Cheile Grădiştei | 14.         | 12.         | 22.         | nd.         | –           | nd.         | nd.         |
| 2017 | Osrblie          | 7.          | 59.         | DNS         | nd.         | 6.          | nd.         | nd.         |

### Puchar Świata

#### Miejsca w klasyfikacji generalnej
| Sezon     | Miejsce |
| --------- | ------- |
| 2015/2016 | -       |
| 2018/2019 | 91.     |
| 2019/2020 | 59.     |
| 2020/2021 | 23.     |
| 2021/2022 | 18.     |

#### Miejsca na podium chronologicznie
| Lp. | Dzień      | Rok  | Miejscowość | Konkurencja             | Lokata | Pudła   | Czas biegu | Strata | Zwycięzca             |
| --- | ---------- | ---- | ----------- | ----------------------- | ------ | ------- | ---------- | ------ | --------------------- |
| 1.  | 13 lutego  | 2021 | Pokljuka    | Sprint na 7,5 km        | 3.     | 0+0     | 21:18,7    | +14,4  | Tiril Eckhoff         |
| 2.  | 20 marca   | 2021 | Östersund   | Bieg pościgowy na 10 km | 3.     | 0+1+3+1 | 32:54,8    | + 44,0 | Marte Olsbu Røiseland |
| 3.  | 2 grudnia  | 2021 | Östersund   | Sprint na 7,5 km        | 3.     | 0+1     | 19:44,6    | + 14,4 | Lisa Hauser           |
| 4.  | 10 grudnia | 2021 | Hochfilzen  | Sprint na 7,5 km        | 1.     | 0+0     | 20:44,4    | –      | –                     |
| 5.  | 12 grudnia | 2021 | Hochfilzen  | Bieg pościgowy na 10 km | 2.     | 0+0+2+1 | 30:08,2    | + 4,1  | Marte Olsbu Røiseland |
| 6.  | 7 stycznia | 2022 | Oberhof     | Sprint na 7,5 km        | 2.     | 2+0     | 23:30,1    | + 7,1  | Marte Olsbu Røiseland |